# Долгушин, Илья Ильич
Илья Ильич Долгушин (род. 8 февраля 1947 года, Черноотрог, Челябинская область) — советский и российский медик, иммунолог и микробиолог.
Академик РАН (2016, членкор РАМН с 2004), доктор медицинских наук (1981), профессор (1984). Выпускник Южно-Уральского медицинского университета (Челябинск), в котором прошёл путь от ассистента до ректора в 2005—2016 гг. и ныне президента (с апреля 2016), также заведующий его кафедрой микробиологии, вирусологии, иммунологии и клинической лабораторной диагностики (с 1987) и директор-основатель НИИ иммунологии этого вуза (2001). Заслуженный деятель науки РФ (1999).

## Биография
Родился 8 февраля 1947 года в поселке Черноотрог Кизильского (ныне Агаповского) района Челябинской области.
«В старших классах у меня было неплохо с математикой, я даже хотел поступать на математический факультет МГУ. Но в десятом классе совершенно случайно мне в руки попала книга „Охотники за микробами“ — она и определила мой интерес к микробиологии. На втором курсе медицинского института я пришел в студенческий научный кружок на кафедру микробиологии и с тех пор ей не изменял», — вспоминал И. И. Долгушин.
В 1970 году с отличием окончил лечебный факультет Челябинского государственного медицинского института.
С 1970 по 1973 год работал врачом-иммунологом в Челябинском кожно-венерологическом диспансере № 1.
C 1973 года работает на кафедре микробиологии, вирусологии, иммунологии и клинической лабораторной диагностики ЧГМИ сначала ассистентом, с 1985 по 1987 год — профессором. С 1987 года — заведующий кафедрой.
С 1981 по 1983 год заведовал кафедрой микробиологии и иммунологии Университета Конакри (Гвинея).
В 1992—1995 гг. — декан лечебного факультета, в 1995—2005 гг. — проректор по учебной работе ЧГМИ (ЧелГМА). В 2005—2016 гг. — ректор ЧелГМА (ЮУГМУ). С 2016 года — президент ЮУГМУ.
В 2001 году создал и возглавил научно-исследовательский институт иммунологии при вузе.
Председатель диссертационного совета по специальностям «Аллергология и иммунология», «Микробиология», «Фармакология».
В 1998 году организовал группу экспериментальной иммунологии проблемной лаборатории «Экспериментальная и экологическая физиология системы крови, иммунологии и цитогенетики» Южно-Уральского научного центра РАМН.
Академик РАН c 28.10.2016 по Отделению медицинских наук (клиническая иммунология), член-корреспондент c 27.06.2014, член-корреспондент РАМН с 20.02.2004.
Член-корреспондент РАЕН (1999), действительный член Международной Академии наук экологии и безопасности жизнедеятельности (1995) и Российской Медико-технической академии (1999).
Член Общественной палаты Челябинской области, председатель Челябинских областных обществ микробиологов, эпидемиологов и паразитологов, иммунологов, биотехнологов, руководитель Челябинского городского центра клинической микроэкологии (1995); заместитель председателя Совета ректоров медицинских и фармацевтических вузов России; член Президиума Всероссийского общества иммунологов; заместитель председателя учебно-методической комиссии МЗ РФ по преподаванию микробиологии, вирусологии и иммунологии; председатель проблемной комиссии Южно-Уральского научного центра РАМН «Фундаментальные и прикладные проблемы иммунологии».
Член редколлегий журналов «Иммунопатология, аллергология, инфектология», «Человек и его здоровье», «Южно-Уральского медицинского журнала», «Инфекция и иммунитет».
В 1973 году защитил кандидатскую диссертацию на тему «Состояние некоторых иммунологических показателей при сифилисе» (под руководством профессора Л. Я. Эберта), а в 1981 году — докторскую на тему «Иммунный ответ и пути его коррекции при экспериментальных травмах».
Основатель научной школы в области клинической и экспериментальной иммунологии. Под руководством И. И. Долгушина защищены 73 кандидатских и 22 докторских диссертации.

## Награды и почётные звания
Награждён медалью Министерства здравоохранения Российской Федерации «За заслуги перед отечественным здравоохранением», Почетными грамотами Министерства здравоохранения и социального развития РФ, губернатора и Законодательного собрания Челябинской области, главы города Челябинска. Лауреат премии «Признание».
Почётный профессор Уральского научно-практического центра радиационной медицины.

## Научные труды
Автор 496 научных работ, 10 монографий («Иммунология травмы», 1988, «Кератоакантома», 1991, «Нейтрофилы и гомеостаз», 2001, «Латентная сенсибилизация», 2005, и др.), 11 учебно-методических пособий и руководств для врачей и студентов, нескольких учебников и учебных пособий, изобретений и патентов.

## Цитаты
- Думаю, лет через 10-15 можно будет трансплантировать органы, выращенные из собственных стволовых клеток человека. (2014)[8]
- …Проблема [ВИЧ-инфекции в России] не решена и в ближайшей перспективе, думаю, решена не будет. Очень хитрый вирус. Заболеваемость высокая, лечение очень дорогое. Вакцины нет, и вряд ли она скоро появится… Почему об этом стали меньше говорить? Вероятно, наступила какая-то усталость. Но проблема в России стоит остро, поэтому надо продолжать воспитывать население. (2014)[8]

## Семья
Жена Валентина Фёдоровна Долгушина — врач-акушер-гинеколог, доктор медицинских наук, профессор, заведующая кафедрой акушерства и гинекологии Южно-Уральского государственного медицинского университета.